# Caravelli (musicista)
Caravelli, pseudonimo di Claude Vasori (Parigi, 12 settembre 1930 – Le Cannet, 1º aprile 2019), è stato un direttore d'orchestra, compositore, arrangiatore e pianista francese di origine italiana (per parte di padre),, dedito principalmente al genere easy listening e autore anche di musiche da film.
Assieme alla sua orchestra incise una quarantina di album, tra l'inizio degli anni sessanta e la fine degli anni ottanta.

## Biografia
Claude Vasori nacque a Parigi il 12 settembre 1930 da madre francese e padre originario di Milano
Diventò direttore d'orchestra a soli 26 anni.. Scelse il proprio nome d'arte in onore del jet spaziale francese Caravelle, italianizzato in "Caravelli" per ricordare le origini del padre.
Nel 1962 compose la colonna sonora del film, diretto da Grisha Dabat, e con protagonista Catherine Deneuve, Et Satan conduit le bal.
Nel 1973, alcuni brani da lui composti vennero inclusi nell'album di Frank Sinatra Old Blue Eyes Is Back.
Muore il 1º aprile 2019 a Le Cannet all'età di 88 anni.

## Discografia

### Album
- 1962: Dites-le avec des fleurs
- 1962: Dites-le avec des notes
- 1963: Les musiques du film Blanche-Neige et les sept nains
- 1964: Caravellissimo!
- 1967: Please Love Me
- 1967: Aranjuez Mon Amour
- 1968: Eloïse
- 1969: Que Je T'Aime
- 1969: L'Orage
- 1970: Plays For Lovers
- 1970: Caravelli
- 1970: Quanto Ti Amo
- 1970: Midnight Cowboy
- 1971: Sinfonía Num. 40 De Mozart
- 1972: L'Avventura
- 1972: Ambiance Danse Stereo
- 1974: La Fete
- 1975; Une Fille Aux Yeux Clairs
- 1975: Dolannes Melodie
- 1975: We May Never Love Like This Again
- 1976: Rockin' Strings
- 1976: Caravelli
- 1976: Michèle
- 1976: April Orchestra Vol. 12
- 1976: Star Wars
- 1977: Perpetuum Mobile
- 1977: April Orchestra Vol.16 Présente Caravelli
- 1977: L'Oiseau Et L'Enfant
- 1977: By Request
- 1978: Dans Les Yeux D'Emilie
- 1978: Patrick Vasori / Caravelli: April Orchestra Vol. 31 - Claviers Electroniques
- 1979: Je L'Aime A Mourir
- 1980: Caravelli Joue ABBA
- 1980: Simon and Garfunkel Greatest Hits Played By Caravelli
- 1981: Caravelli Joue Julio Iglesias
- 1981: Patrick Vasori / Caravelli: April Orchestra Vol. 40
- 1982: Каравелли В Москве (Caravelli In Moscow)
- 1983: Caravelli plays Seiko Matsuda
- 1983: The Best of Caravelli
- 1985: L'Amour En Heritage
- 1989: Blue Rondo
- 2002: Un nouveau jour est arrivé : A new day has come